# 中東条村
中東条村（なかとうじょうむら）は、兵庫県加東郡にあった村。現在の加東市の南東部、中国自動車道・ひょうご東条インターチェンジの西方一帯にあたる。

## 地理
- 山岳：赤土山
- 河川：東条川

## 歴史
- 1889年（明治22年）4月1日 - 町村制の施行により、松沢村・大畑村・吉井村・厚利村・東垂水村・小沢村・栄枝村・藪村・新定村・森尾村・岩屋村・岡本村の区域をもって発足。
- 1955年（昭和30年）3月31日 - 上東条村と合併して東条町が発足。同日中東条村廃止。